# オセオラ・マジック
オセオラ・マジック（Osceola Magic）は、NBAゲータレード・リーグ（Gリーグ）に加盟しているプロバスケットボールチームである。本拠地はアメリカ合衆国フロリダ州キシミー。オーランド・マジック傘下。アリーナはシルバースパーズアリーナ。このフランチャイズは、以前はペンシルベニア州エリーを拠点として、エリー・ベイホークスとしてNBAデベロップメント・リーグに参加していた。

## 過去に所属していた選手
- イグナス・ブラズデイキス
- アンソニー・ブラウン
- ママディ・ディアキテ
- エグゼビア・ギブソン
- マイカル・マルダー
- アドミラル・スコフィールド
- アラン・アンダーソン
- ケイレブ・ヒュースタン
- R・J・ハンプトン
- ジョシュ・マジェット
- B・J・ジョンソン
- エイドリアン・ペイン
- メルビン・フレイジャーJr
- ハッサニ・グラベット
- アイザック・ハンフリーズ
- ケボン・ハリス
- ジョエル・アヤイ
- ヴィック・ロー
- アイザイア・アームウッド
- バイロン・ミュレンズ
- ウェス・アワンドゥ

## 歴代ヘッドコーチ
- ビル・ピーターソン (2014-2017)
- スタン・ヒース (2017-2021)

## 脚註
1. ↑  Cohen, Josh (2017年4月12日). “And the Winner is….Lakeland Magic!”. NBA Media Ventures, LLC 2017年4月16日閲覧。
2. ↑  “Lakeland Magic Reproduction Guideline Sheet”.   NBA Properties, Inc.. 2017年8月30日閲覧。